# Lo mejor de Fabiana Cantilo
Lo mejor de Fabiana Cantilo es el tercer disco de recopilaciones de la cantante y autora Fabiana Cantilo, que la empresa discográfica Warner edita con fines netamente comerciales en el año 1999. Está compuesto por temas de los últimos discos de Cantilo de esa época, hay temas de "Algo mejor", "Golpes al vacío", "Sol en cinco" y "¿De qué se ríen?". Tres años después de esta recopilación, la cantante ingresaría nuevamente a los estudios para grabar su próximo disco con temas de su autoría, este sería llamado Información celeste (2002). 

## Lista de canciones
| N.º | Título                                                              | Escritor(es)                                | Duración |  |
| 1.  | «Mi enfermedad» (incluido en el álbum Algo mejor)                   | Andrés Calamaro                             |          |  |
| 2.  | «Mary Poppins y el deshollinador» (incluido en el álbum Algo mejor) | Fabiana Cantilo y Fito Páez                 |          |  |
| 3.  | «Ayer soñé con Walter» (incluido en el álbum Algo mejor)            | Roly Ureta y Fito Páez                      |          |  |
| 4.  | «Muerta de amor» (incluido en el álbum Golpes al vacío)             | Celeste Carballo                            |          |  |
| 5.  | «La vela» (incluido en el álbum Golpes al vacío)                    | Fabiana Cantilo                             |          |  |
| 6.  | «Pasaje hasta ahí» (incluido en el álbum Golpes al vacío)           | Fabiana Cantilo/Fena Della Maggiora         |          |  |
| 7.  | «Na Na Na Na» (incluido en el álbum Sol en Cinco)                   | Gabriel Carambula                           |          |  |
| 8.  | «Querida Toto» (incluido en el álbum Sol en Cinco)                  | Fabiana Cantilo                             |          |  |
| 9.  | «Tontos pies» (incluido en el álbum Sol en Cinco)                   | Fabiana Cantilo y Tito Losavio              |          |  |
| 10. | «Nada es para siempre» (del álbum Sol en Cinco)                     | Fito Páez                                   |          |  |
| 11. | «Júpiter» (del álbum De Qué Se Ríen?)                               | Fabiana Cantilo/Nahuel Lerena/Nicolás Posse |          |  |
| 12. | «Fugitiva perpetua» (del álbum De Qué Se Ríen?)                     | Fabiana Cantilo/Fernando Noy                |          |  |
| 13. | «No entregues tu corazón» (del álbum De Qué Se Ríen?)               | Fabiana Cantilo                             |          |  |
| 14. | «Dulce condena»                                                     | Andrés Calamaro/Ariel Rot                   |          |  |